# Концевич Максим Прохорович
Концевич Максим Прохорович — диригент, музикант, композитор і музичний педагог XVIII століття українського походження.
Музичну освіту здобув у Придворній співацькій капелі в Санкт-Петербурзі.
З 1773 року — викладач музики в Харківському колегіумі, очолював вокально-інструментальні класи, брав участь в наборах співочих в колегіум для підготовки їх до петербурзької придворної співочої капели.
З вихованців класів створив повний музичний оркестр і хор півчих під своїм управлінням.
Духовні концерти та інші співи, складені ним, свого часу славилися далеко за межами Харкова. Під час проїзду імператриці Катерини II, виступав на придворному балі, диригував оркестром і удостоївся багатого персня.
З 1787 року — диригент харківських театрів.
Серед музичних творів М. Концевича — романси, духовна музика, кантата «Гремущу арфу взяв в десницю» (1787) та ін.